# Белый тайфунник
Белый тайфунник (лат. Pterodroma alba) — вид морских птиц из семейства буревестниковых (Procellariidae). Подвидов не выделяют.

## Ареал
Белый тайфунник обитает в прибрежных районах центральной части Тихого океана. Их колонии можно найти на островах Феникс, Тонга, Киритимати, Туамоту, Маркизских островах и Питкэрн.
Размер популяции оценивается в 20—30 тыс. особей с тенденцией к уменьшению.

## Описание вида
Белый тайфунник достигает длины 35 см, размах крыльев около 80 см. Оперение верхней части тёмно-коричневое, белый низ и беловатое горло. Половой диморфизм практически отсутствует.
Самки откладывают одно белое яйцо на поверхность земли. Рацион в основном состоит из кальмаров, рыб и ракообразных.

## Систематика
Вид был описан Гмелиным в 1789 году как Procellaria alba. Шарль Люсьен Бонапарт в 1856 году отнёс 35 видов в отдельный род Pterodroma, в том числе и белого тайфунника.

## Охранный статус
Из-за малой численности популяции, истребления инвазивными видами (завезенные крысы и коты), белый тайфунник занесён в Красный список МСОП как уязвимый вид (охранный статус — VU).